# بوبي رايموند
بوبي رايموند هو لاعب هوكي الجليد كندي، ولد في 7 أغسطس 1985 في Lucknow, Ontario ‏ في كندا.

## وصلات خارجية
- بوبي رايموند على موقع EliteProspects.com (الإنجليزية)
- بوبي رايموند على موقع Eurohockey.com (الإنجليزية)
- بوبي رايموند على موقع HockeyDB.com (الإنجليزية)